# Reteena
Reteena, el Festival Audiovisual joven de Barcelona, es un evento creado por Clàudia Mera y Maria Castellví, fundadoras de la asociación cultural Reteena. Fue organizado por primera vez en 2018 y desde entonces se organiza anualmente. Dirigido a un público de entre trece y diecinueve años, Reteena propone incentivar la "mirada crítica de los jóvenes". Dentro de este espacio, encontraremos actividades como: proyecciones de películas, talleres, masterclass, formaciones y mesas redondas. Todas estas relacionadas con el panorama del audiovisual. 

## Ediciones

### 2018
La edición inaugural del festival se celebró del 15 al 20 de enero de 2018 en Barcelona. La fábrica de creación Fabra i Coats y los Cines Texas fueron los espacios elegidos para acoger el festival. 
Los talleres de la primera edición incluyeron prácticas en las áreas de animación, crítica audiovisual, videoclip, radio, cortos y banda sonora. Fueron impartidos por varias entidades como El Bombeto, El Plató de Cine, El Parlante, Digital Films y Nadir. Las proyecciones fueron escogidas por la Casa América, la federación de Cineclubs de Cataluña, el Docs Barcelona y el Goethe-Institut. Estas trataron temas recurrentes como la sexualidad, la amistad, la madurez y fueron acompañadas de un coloquio post-proyección.
| Película                                      | DIrector/a                  | Año de estreno |
| --------------------------------------------- | --------------------------- | -------------- |
| La propera pell                               | Isaki Lacuesta y Isa Campo  | 2016           |
| The anthem of the heart                       | Tatsuyuki Nagai             | 2015           |
| Scherbenpark (El parque de los espejos rotos) | Bettina Blümner             | 2013           |
| Joana Biarnés, una entre todos                | Òscar Moreno y Jordi Rovira | 2015           |
| El soñador                                    | Adrián Saba                 | 2016           |

### 2019
La segunda edición del festival se celebró del 7 al 8 de diciembre de 2019. Repitiendo, Reteena ocupó la fábrica de creación Fabra i Coats para llevar a cabo las actividades del festival: cine, fotografía, interpretación, radio, videojuegos, Instagram y Youtube.Además, contaron con la participación y apoyo de Cineclubs Catalunya, que se encargó de llevar a cabo muchas de las proyecciones de esta edición. 
| Película  | Director/a     | Año de estreno |
| --------- | -------------- | -------------- |
| Your name | Makoto Shinkai | 2016           |

Los talleres fueron impartidos por las entidades EÒLIA, IEFC; Whisky Bar i Nadir. Estos abordaron temas como la interpretación, la fotografía low-cost, la creación de un podcast y rodajes. 
| Taller                                          | Impartido por |
| ----------------------------------------------- | ------------- |
| Blade Runner - Composició d'efectes visuals     | FX Animation  |
| Videoclips i esteriotips                        | El Parlante   |
| Storyboard: La clau per fer una bona pel·lícula | Escola Joso   |
| Muntatge: La creació de significats nous        | AMMAC         |
| Viatge al Japó a través de l'anime              | Escola Joso   |
| Maquillatge Fantàstic                           | Cazcarra      |

### 2020
La tercera edición del festival se celebró del 3 al 13 de diciembre de 2020 y fue protagonizada por la aparición de la pandemia de COVID-19, que obligó a que muchas de las actividades fueran adaptadas al formato on-line. Sin embargo, pudieron realizarse mesas redondas, cinefórums o masterclass. 
En cuanto a las proyecciones, se realizaron 4 sesiones especiales en la Filmoteca de Cataluña, estrenando así el convenio entre el festival y el espacio. 
| Película                        | Director/a      | Año  |
| ------------------------------- | --------------- | ---- |
| The Perks of Being a Wallflower | Stephen Chbosky | 1999 |
| La princesa Mononoke            | Hayao Miyazaki  | 1997 |
| Donnie Darko                    | Richard Kelly   | 2001 |

Además, el festival seleccionó un listado de películas que se pudieron ver en la plataforma Filmin
| Película                    | Director/a                  | Año  |
| --------------------------- | --------------------------- | ---- |
| El sitio de Otto            | Oriol Puig                  | 2019 |
| Her Blue Sky                | Tatsuyuki Nagai             | 2019 |
| The Bass of Women           | Joana Fornós                | 2019 |
| Jumbo                       | Zoé Wittock                 | 2020 |
| That which does not kill    | Alexe Poukine               | 2019 |
| Disco                       | Jorunn Myklebust Syversen   | 2019 |
| Violeta no coge el ascensor | Mamen Díaz                  | 2019 |
| Sempre dijous               | Joan Porcel                 | 2020 |
| Les dues nits d'ahir        | Pau Cruanyes i Gerard Vidal | 2020 |
| Seven days war              | Yuta Murano                 | 2019 |
| A perfectly normal family   | Malou Reymann               | 2020 |
| La educación sentimental    | Jorge Juárez                | 2019 |

### 2021
La cuarta edición del festival se llevó a cabo del 4 al 12 de diciembre de 2021y tomó a la generación Z como eje central; sus tendencias, gustos y elementos que la definen. El festival retomó la presencialidad y se situó, de nuevo, en la fábrica de creación Fabra i Coats además de los Cinemes Girona y la Filmoteca de Cataluña. El festival se estructuró en un fin de semana lleno de actividades en la Fabra i Coats (el 4 y 5 de diciembre) y el resto de días hubo proyecciones tanto en la Filmoteca como en los Cinemes Girona. 
Los talleres fueron impartidos gracias a las colaboraciones establecidas con escuelas y centros formativos como Plató de Cinema, que realizó una charla sobre la cinematografía de Tim Burton o la Cazcarra Image School, que impartió una masterclass sobre los looks icónicos del programa Drag Race España. Además, la Escola Joso ofreció una masterclass sobre el universo de Marvel y el festival pudo contar con la presencia de Estel Román, montadora, que realizó una charla sobre su proceso creativo. 
Por otro lado, en las mesas redondas, pudimos encontrar temas como el True Crime, el retorno de ciertas estéticas de inicios de siglo, la escritura de guion de una opera prima y las representaciones de la diversidad sexual en las series de ficción. 
| Película                 | Director/a                                                                | Año  |
| ------------------------ | ------------------------------------------------------------------------- | ---- |
| Clueless                 | Amy Heckerling                                                            | 1995 |
| Chavalas                 | Carol Rodríguez i Colás                                                   | 2021 |
| Casablanca Beats         | Nabil Ayouch                                                              | 2021 |
| Ovella                   | Júlia Marcos Lázaro, Daria Molteni, Marc Puig Biel y Sergi Rubio González | 2021 |
| Cryptozoo                | Dash Shaw                                                                 | 2021 |
| El club de los cinco     | John Hughes                                                               | 1985 |
| As in heaven             | Tea Lindeburg                                                             | 2021 |
| La novia cadáver         | Tim Burton, Mike Johnson                                                  | 2005 |
| Mean Girls               | Mark Waters                                                               | 2004 |
| Belle                    | Mamoru Hosoda                                                             | 2021 |
| Camila saldrá esta noche | Inés María Barrionuevo                                                    | 2021 |

#### Laboratorio audiovisual
La asociación Nadir, que ya había colaborado anteriormente con el festival, presentó la segunda edición del Laboratorio Audiovisual Jove. Esta propuesta consiste en dos tutorías de guion y producción para proyectos de personas de 16 a 22 años, aún en la fase de ideación. 

### 2022
La quinta edición del festival audiovisual joven de Barcelona se celebró del 2 al 11 de diciembre de 2022 entre la fábrica de creación Fabra i Coats y la Filmoteca de Cataluña. Esta edición contó con la participación de la periodista y escritora Charas Vega, el guionista y director Victor Alonso-Berbel y la actriz Zoe Stein. 
El programa del festival se caracterizó por el abanico de actividades que ofreció: mesas redondas, talleres prácticos, masterclass y proyecciones, tanto películas como cortometrajes. 
| Título                                                  | Impartido por                     | Día            | Hora          |
| ------------------------------------------------------- | --------------------------------- | -------------- | ------------- |
| Batalla de guiones                                      | Daniel Resnich                    | 3 de diciembre | 10:30 - 12:00 |
| AKIRA: Del cómic a la pantalla                          | Jordi Pastor (Escola Joso)        | 3 de diciembre | 12:30 - 14:00 |
| El universo de Wes Anderson                             | Clàudia Munuera (Plató de Cinema) | 4 de diciembre | 10:30 - 12:00 |
| MAKE-UP SHOW: de la bruja verde a la cool witch         | Cazcarra Image School             | 4 de diciembre | 12:30 - 14:00 |
| Masterclass de montaje: el caso de la serie AUTODEFENSA | Victori Diago (AMMAC)             | 4 de diciembre | 16:30 - 18:00 |

| Título                                                               | Participantes                                                                    | Día            | Hora          |
| -------------------------------------------------------------------- | -------------------------------------------------------------------------------- | -------------- | ------------- |
| Entre la realidad y la ficción                                       | Pol Roig                                                                         | 3 de diciembre | 16:30 - 18:00 |
| "Mamá, quiero ser youtuber!" Conversación con creadoras de contenido | Farners Pei Hong, Laura Zurriaga, La Trinae (Llum, Cèlia i Mercè) y Adriana Díaz | 3 de diciembre | 18:30 - 19:30 |
| Las brujas en el cine: monstruosas, icónicas y rebeldes              | Aida Méndez, Lucía Forner                                                        | 4 de diciembre | 18:30 - 19:30 |

| Taller                           | Impartido por                  | Día            | Hora                          |
| -------------------------------- | ------------------------------ | -------------- | ----------------------------- |
| Iniciación a la interpretación   | Escola Eòlia                   | 3 de diciembre | 10:30 - 12:00 y 12:30 - 14:00 |
| Taller de podcast                | Rocío Marchetti y Sara Lasauca | 3 de diciembre | 16:30 - 18:00                 |
| Iniciación al doblaje            | Plataforma per la llengua      | 4 de diciembre | 10:30 - 12:00                 |
| Taller de fotografía             | Aclam                          | 4 de diciembre | 12:30 - 14:00                 |
| Taller de DJ: empieza a pinchar! | DJ Gigi Morralla               | 4 de diciembre | 16:00 - 18:00                 |

Los asistentes también pudieron disfrutar de otras actividades como
- Laboratori Audiovisual Jove
- Graffitti Reteena
- AKELARRE: Punxada de DJs
- Exposición fotográfica
- Market de artesanía

| Película                   | Director/a                                                            | Año  |
| -------------------------- | --------------------------------------------------------------------- | ---- |
| Tener tiempo               | Mario Alejandro Arias, Gabriela Alonso Martínez y Nicolás Martin Ruiz | 2021 |
| La amiga de mi amiga       | Zaida Carmona                                                         | 2022 |
| El sostre groc             | Isabel Coixet                                                         | 2022 |
| Los reyes del mundo        | Laura Mora                                                            | 2022 |
| Aftersun                   | Charlotte Wells                                                       | 2022 |
| Rodeo                      | Lola Quivoron                                                         | 2022 |
| 10 things I hate about you | Gil Junger                                                            | 1999 |
| Akira                      | Katsuhiro Otomo                                                       | 1988 |
| Moonrise Kingdom           | Wes Anderson                                                          | 2012 |
| The Craft                  | Andrew Fleming                                                        | 1996 |

### 2023
La sexta edición del festival Reteena se celebró del 24 al 26 de 2023 en CaixaForum (Barcelona) y del 1 al 3 de diciembre en la Filmoteca de Cataluña, donde solo se realizarán proyecciones. Para esta edición, el festival cuenta con el apoyo de la Fundación "La Caixa" y, por tanto, el espacio CaixaForum ha tenido la oportunidad de acoger muchas de las actividades. 
| Título                                           | Impartido por                     | Día             | Hora          |
| ------------------------------------------------ | --------------------------------- | --------------- | ------------- |
| El cine de Greta Gerwig                          | Clàudia Munuera (Plató de Cinema) | 25 de noviembre | 12:00 - 13:30 |
| Interpretación delante de la cámara: el selftape | Escola Eòlia                      | 25 de noviembre | 16:00 - 17:30 |
| Leyendas del cómic underground                   | Escola Joso                       | 26 de noviembre | 12:00 - 13:30 |

| Título                                                            | Participantes                                                | Día             | Hora          |
| ----------------------------------------------------------------- | ------------------------------------------------------------ | --------------- | ------------- |
| Material sensible: la coordinación de intimidad en el audiovisual | Lola Clavo, Belén Barenys, David Martin Porras, Alba Riera   | 25 de noviembre | 12:00 - 13:30 |
| Despechá y alocá: ¿Qué nos dicen las divas pop sobre el amor?     | Maria Hein, Estela Ortiz, Ofèlia Carbonell y Jordi Chicletol | 25 de noviembre | 18:00 - 19:30 |
| Asesinas, espías y malvadas: la femme fatale en el cine noir      | Francina Ribes, Mariona Borrull, Marina y Ainhoa Marzol      | 26 de noviembre | 12:00 - 13:30 |
| Creando la banda sonora de "La Mesías"                            | Raül Refree, Hidrogenesse y Mariona Batalla                  | 26 de noviembre | 16:00 - 17:30 |
| Diva y monstrua: Los looks icónicos de Samantha Hudson            | Samantha Hudson, Helena Contreras y Alvie                    | 26 de noviembre | 18:00 - 19:30 |

| Taller                                          | Impartido por                  | Día             | Hora          |
| ----------------------------------------------- | ------------------------------ | --------------- | ------------- |
| Creación audiovisual con IA generativa          | Alex Valverde Valencia         | 25 de noviembre | 12:00 - 13:30 |
| Iniciación al podcast con "Hacerse la peli"     | Rocío Marchetti y Sara Lasauca | 25 de noviembre | 16:00 - 17:30 |
| Batalla de guiones                              | Daniel Resnich                 | 26 de noviembre | 12:00 - 13:30 |
| Taller de foto: el retrato y la macrofotografía | Angel Garrido                  | 26 de noviembre | 16:00 - 17:30 |

| Título                | Director/a                                                                         | Año  |
| --------------------- | ---------------------------------------------------------------------------------- | ---- |
| But I'm a cheerleader | Jamie Babbit                                                                       | 2000 |
| Negu Hurbilak         | Colectivo Negu, Nicolau Mallofré, Ekain Albite, Mikel Ibarguren Egibar, Adrià Roca | 2023 |
| Scream                | Wes Craven                                                                         | 1996 |
| Robot Dreams          | Pablo Berger                                                                       | 2023 |
| Lady Bird             | Greta Gerwig                                                                       | 2017 |
| Ghost World           | Terry Zwigoff                                                                      | 2001 |
| Las demás             | Alexandra Hyland                                                                   | 2023 |
| Another body          | Sophie Compton, Reuben Hamlyn                                                      | 2023 |
| Io Capitano           | Matteo Garrone                                                                     | 2023 |
| How to have sex       | Molly Manning Walker                                                               | 2023 |